# 어의도 (통영시)
어의도(於義島)는 경상남도 통영시 용남면에 부속된 섬으로써 면적은 0.55km2이고 해안선길이는 5km이며 인구는 117명(1999)이다. 지형이 개미를 닮았다 하여 ‘충의도’(蟲義島)라고도 한다. 거제도 해안에서 북서쪽으로 약 5.5km에 위치했다. 주변에 수도, 가조도 등이 있다. 연안에서는 소형 어선(1.5~2톤급)에 의한 장어·도다리·볼락잡이가 활발하고, 피조개·굴양식업도 성한 편이다. 근래에는 봄에 감성돔 낚시터로도 소개된 바 있다. 거제시 사등면 성포리에서 정기적으로 하루 2회(07:00,15:00) 여객선이 운행되고 있다.

## 어항 시설
- 어의항 : 어촌정주어항